# Piave (Käse)

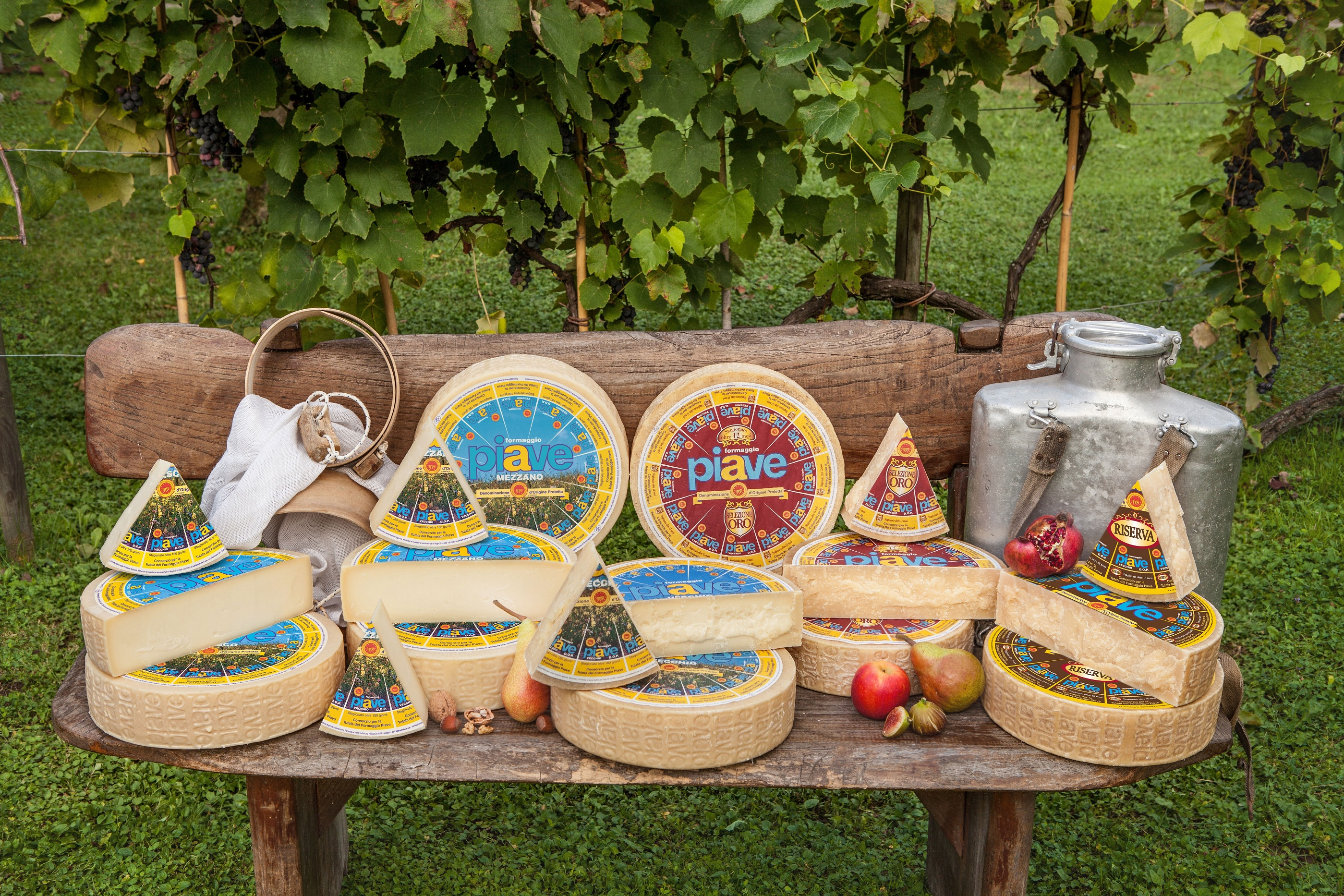
Verschiedene Reifegrade des Piavekäses auf einer Bank präsentiert

Die Käsesorte Piave DOP ist ein in der Provinz Belluno produzierter Hartkäse mit geschützter Ursprungsbezeichnung. Sie trägt das Siegel Denominazione d’Origine Protetta. Der Name stammt vom Fluss Piave, aus dessen Einzugsbereich die Milch stammt. Jährlich werden 295.000 Käselaibe des Piave hergestellt.

## Geschichte
1872 wurde im Ort Canale d’Agordo die erste Genossenschaftskäserei des Königreichs Italien gegründet. Dadurch konnten die kleinen Milchviehbetriebe die Produktion und den Verkauf zusammenlegen und somit Kosten sparen. In der folgenden Zeit entstanden in den meisten Orten der Provinz Belluno Genossenschaften, in denen Milch verarbeitet wurde. Heute wird der Piave nur noch von der Molkerei Lattebusche mit Sitz in Cesiomaggiore hergestellt.

## Herstellung
Das Herkunftsgebiet umfasst die Provinz Belluno. Milcherzeugung, Wärmebehandlung, Dicklegen, Pressen, Salzen und Reifung müssen im Herkunftsgebiet erfolgen.
Die Milch muss zu mindestens 80 % von den typisch norditalienischen Rinderrassen Bruna Italiana, Pezzata Rossa Italiana, Frisona Italiana und Grigio Alpina oder Kreuzungen dieser Rassen stammen. Die pasteurisierte Milch gerinnt durch Zugabe von Milchsäurebakterien und Lab. Der entstandene Käsebruch wird in Formen gefüllt, gepresst und der Name Piave wird eingraviert. Danach findet eine erste Reifung im Reifeturm statt, darauf folgt ein Salzbad für 48 h. Zuletzt reift der Käse in Reifelagern bis zum Erreichen des gewünschten Reifegrades. Es gibt drei verschiedene Reifegrade: Der Piave fresco reift für 20 bis 60 Tage, der Piave mezzano ruht 60 bis 180 Tage und der Piave vecchio mehr als 180 Tage. Dabei wird noch in Selezione Ore (mehr als 12 Monate) und Riserva (mehr als 18 Monate) unterschieden.